# Strongylognathus kratochvili
Strongylognathus kratochvili is een mierensoort uit de onderfamilie van de Myrmicinae. De wetenschappelijke naam van de soort is voor het eerst geldig gepubliceerd in 1937 door Silhavy.